# Franc-bord (géologie)
Cet article concerne le bord d'un cours d'eau. Pour les termes de marine, voir Franc-bord et Bordages à franc-bord.
 (décembre 2012).
Si vous disposez d'ouvrages ou d'articles de référence ou si vous connaissez des sites web de qualité traitant du thème abordé ici, merci de compléter l'article en donnant les références utiles à sa vérifiabilité et en les liant à la section « Notes et références ».
Le franc-bord est le terrain plat laissé libre entre le bord d’un cours d’eau (canal ou rivière) et la digue fluviale en remblai (ou terrassement).

## Franc-bord naturel
Le franc-bord naturel est une banquette formée par les alluvions que le fleuve dépose pendant ses crues ; parfois nommée atterrissement. On en trouve le long des fleuves de plaine à débit important et à écoulement lent comme la Loire (levée de la Loire), ou plus spécifiquement dans les deltas (delta du Pô, Camargue, baie de Somme). 
Ces zones sont peuplées par une végétation particulière comme le nénuphar, le jonc fleuri et la châtaigne d'eau. Pour la faune, selon les régions, on peut trouver la gallinules (genre de poule d’eau),  le Héron cendré et différents passereaux qui se nourrissent de vers et de petits crustacés.

## Franc-bord artificiel
Des francs-bords, artificiels, sont créés le long des berges en aménageant une bande de terrain plat entre la rive et le pied du talus, elle prend le nom de risberme. Son utilité est, en cas de crues ou de débit important, de limiter l’érosion des berges et d’éviter l’apparition de galeries appelées renards hydrauliques, qui minent le terrain (souvent le long de vieilles racines d’arbres morts) en profondeur et visibles par l’apparition en surface de fontis (cavité provoquée par effondrement du terrain).
- Le long des fleuves, côté rive, des fascines formées de pieux enfoncés dans le terrain et d’un tressage horizontal d’osier  (branches de saule), à la hauteur des hautes eaux, retiennent la terre lors des crues. Une jonchère, touffes de joncs dont les racines retiennent le terrain.

- Sur les canaux, le franc-bord est constitué par le chemin de halage. La berge immédiate est solidifiée par un enrochement ou un rideau de palplanches.